# Żydowski Komitet Narodowy
Żydowski Komitet Narodowy (ŻKN) – tajna żydowska organizacja polityczna założona w 1942 w getcie warszawskim. 
Jednoczyła wszystkie, poza Bundem, żydowskie partie: Poalej Syjon – Lewicę, Poalej Syjon – Prawicę, Ogólnych Syjonistów, PPR oraz organizacje młodzieżowe: Ha-Szomer Ha-Cair, He-Chaluc i Dror.